# Río Juncal
El río Juncal es un curso de agua natural que fluye en la Región de Valparaíso, confluye con el río Blanco (Aconcagua) y desemboca finalmente en el río Aconcagua. 

## Trayecto
Con una longitud de 35 kilómetros, tiene su origen en el cerro Juncal (específicamente en el glaciar Juncal Norte) de la cordillera de los Andes, recibiendo el aporte de numerosas quebradas, también de origen glacial. Aproximadamente 14 kilómetros de su trayecto inicial pasa por el [parque andino Juncal]. Entre los afluentes cabe mencionar, Monos de Agua, el río Juncalillo (el efluente que evacúa la laguna del Inca, ubicada junto al centro de deportes invernales de Portillo, a 3200 m s. n. m.), Ojos de Agua y El Peñón. Termina su curso como afluente del río Aconcagua, a 1430 m s. n. m., con el río Blanco (Aconcagua).

## Caudal y régimen
La subcuenca Alta del Aconcagua, esto es la parte alta del río Aconcagua, desde su nacimiento hasta la estación fluviométrica Aconcagua en Chacabuquito, más sus afluentes Blanco, Juncal y Colorado, muestran un régimen netamente nival, con mayores crecidas en diciembre y enero, y estiajes en el trimestre junio-agosto.: 60 

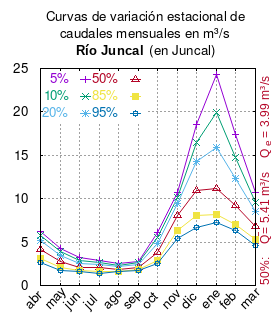
Curva de variación estacional del río Juncal en Juncal.

El caudal del río (en un lugar fijo) varía en el tiempo, por lo que existen varias formas de representarlo. Una de ellas son las curvas de variación estacional que, tras largos periodos de mediciones, predicen estadísticamente el caudal mínimo que lleva el río con una probabilidad dada, llamada probabilidad de excedencia. La curva de color rojo ocre (con {\displaystyle {\color {Red}\vartriangle }}) muestra los caudales mensuales con probabilidad de excedencia de un 50%. Esto quiere decir que ese mes se han medido igual cantidad de caudales mayores que caudales menores a esa cantidad. Eso es la mediana (estadística), que se denota Qe, de la serie de caudales de ese mes. La media (estadística) es el promedio matemático de los caudales de ese mes y se denota {\displaystyle {\overline {Q}}}. 
Una vez calculados para cada mes, ambos valores son calculados para todo el año y pueden ser leídos en la columna vertical al lado derecho del diagrama. El significado de la probabilidad de excedencia del 5% es que, estadísticamente, el caudal es mayor solo una vez cada 20 años, el de 10% una vez cada 10 años, el de 20% una vez cada 5 años, el de 85% quince veces cada 16 años y la de 95% diecisiete veces cada 18 años. Dicho de otra forma, el 5% es el caudal de años extremadamente lluviosos, el 95% es el caudal de años extremadamente secos. De la estación de las crecidas puede deducirse si el caudal depende de las lluvias (mayo-julio) o del derretimiento de las nieves (septiembre-enero).

## Historia
Francisco Solano Asta-Buruaga y Cienfuegos  escribió en 1899 en su Diccionario Geográfico de la República de Chile sobre el río:
Juncal (Río del).-—Corriente de agua abundante y de corto curso que constituye la rama primaria en la parte central de los Andes del río Aconcagua. Procede de los derrames de las faldas del norte y oeste del alto monte de su título. Corre por un cauce ahocinado y pendiente hacia el NO., recibe por su izquierda un riachuelo de en medio de esa cordillera llamado Río Blanco y más abajo por su derecha el emisario de la laguna del Inca, cambiando luego su nombre por el de Aconcagua.

## Población, economía y ecología
Aproximadamente dos tercios de la subcuenca Juncal es propiedad privada que abarca 13 796 has, conocido como parque andino Juncal. El predio incluye los esteros Monos de Agua, Navarro y Mardones, entre otros, más de 25 glaciares y seis humedales de importancia. Por sus únicas características ecológicas e importancia para los sistemas hídricos, la totalidad del área de Parque Andino Juncal fue declarado sitio Ramsar n.º 1909 por el Gobierno de Chile en 2010.